# Hubertusjagd
Hubertusjagd utkom 1992 är den tredje singeln av den tyska popduon De Plattfööt.

## Låtlista
1. Hubertusjagd
2. Wohnen an der Autobahn
3. Hubertusjagd (Forst-Mix)